# Christian Ehrenfried Eschenbach
Christian Ehrenfried Eschenbach (* 21. August 1712 in Rostock; † 23. März 1788 ebenda) war ein deutscher Mediziner, Stadtphysikus von Rostock, Professor und mehrmaliger Rektor der Universität Rostock.

## Leben
Christian Ehrenfried Eschenbach fing 1727 auf Wunsch seines Vaters eine Lehre zum Apotheker in Leipzig an. 1732 schloss Eschenbach der Apothekerausbildung ein Studium der Medizin an der Universität Rostock an, das er 1736 mit einer Dissertationsschrift über Skorbut zum Doktor der Medizin promovierte. Nach seinem Studium praktizierte Eschenbach mehrere Jahre als Arzt in Rostock, Hamburg, Amsterdam, Antwerpen und Brüssel. Zur chirurgischen Weiterbildung ging Eschenbach nach Paris, bevor er 1742 aufgrund des Todes seines Vaters nach Rostock zurückkehrte. In Rostock eröffnete Eschenbach eine Praxis und hielt als Privatdozent chirurgische wie medizinische Vorlesungen. 1756 folgte durch den Rostocker Rat die Berufung zum Professor der Mathematik, 1766 wählte und berief ihn der Rat zum Stadtphysikus von Rostock.
Zum Wintersemester 1762 wurde Eschenbach erstmals zum Rektor der Universität Rostock gewählt. Den Semestern der Jahre 1765/66, 1766/67, 1768/69, 1771/72, 1774, 1774/75, 1777/78, 1780/81, 1783/84 und 1786/87 folgten zehn weitere Amtszeiten, bevor Eschenbach am 23. März 1788 in Rostock verstarb.
Ein Bruder von Christian Ehrenfried, Johann Christian Eschenbach (der Ältere, 1719–1759), lehrte als Professor der Philosophie ebenfalls an der Universität Rostock. Christian Ehrenfrieds ältester Sohn, Johann Christian Eschenbach (der Jüngere; 1746–1823) wurde ein bekannter Jurist und gleichfalls Professor und Rektor der Universität.

## Werk
Christian Ehrenfried Eschenbachs wissenschaftliche Werke umfassen etwa 17 Monographien, 21 lateinische Reden und 26 allgemeinverständliche Aufsätze. Zu seinen wichtigsten Publikationen zählen seine Werke zur Gerichtsmedizin: ein lateinisches Handbuch der gerichtlichen Medizin und die Medicina legalis (1746–1775), sowie eine Grundlage zum Unterricht einer Hebamme (1765–1767).